# Хамелеон Джексона
Хамелеон Джексона (лат. Trioceros jacksonii) — вид ящериц из семейства хамелеонов. Видовое название дано в честь английского исследователя Фредерика Джона Джексона (1860—1929).
Общая длина достигает 30 см. Окраска ярко-зелёная, может изменять цвет на голубой и жёлтый, меняет его быстро в зависимости от настроения, здоровья и температуры. Самцы имеют три коричневых рога: один на носу (ростральной рог), который толстый и прямой. Параллельно с ним есть два рога, которые растут между глаз. Эти рога тонкие, изогнутые вниз. Самки не имеют рогов. Спина имеет пилообразную форму гребня.
Вид распространён в Восточной Африке и в горах Рувензори. Обитает во влажных, прохладных лесах. Встречается на высоте более 3000 метров над уровнем моря. Питается мелкими насекомыми.
Яйцеживородящая ящерица. Беременность длится 5—6 месяцев. Самка рождает от 8 до 30 детёнышей. Половая зрелость наступает через 5 месяцев.

## Подвиды
- Trioceros jacksonii jacksonii
- Trioceros jacksonii merumontanus
- Trioceros jacksonii xantholophus